# Gotteslachse
Die Gotteslachse (Lampris (Gr.: „lampros“ = klar)), auch Mondfische (nicht zu verwechseln mit der nicht verwandten Familie Molidae) oder Opah genannt, sind eine aus sechs Arten bestehende Gattung pelagisch lebender Meeresfische aus der Ordnung der Glanzfischartigen (Lampriformes). Lampris ist die einzige rezente Gattung der Familie Lampridae.

## Merkmale
Gotteslachse werden bis zu 1,80 Meter lang. Ihr hochrückiger Körper ist oval, seitlich stark abgeflacht und von sehr kleinen Rundschuppen bedeckt. Rücken- und Afterflosse sind lang, die sichelförmigen, hochelastischen Brustflossen sind das Hauptantriebsorgan. Sie sind flügelartig und setzen in einem waagrechten Scharniergelenk an. Sie werden von zwei starken, antagonistischen roten Muskeln bewegt, die am breiten Coracoid ansetzen. Der Schultergürtel ist extrem stark ausgebaut und erreicht ein Drittel des Körpervolumens. Das Volumen liegt bei anderen Fischen nur bei 1/30 bis 1/140. Der vordere Abschnitt der Seitenlinie verläuft in einem hohen Bogen über der Brustflosse. Das Maul ist stark vorstülpbar (protraktil). Gotteslachse haben 43 bis 46 Wirbel. Sie sind goldglänzend oder purpurn gefärbt, der Rücken ist blau oder blaugrün, die Flossen sind rot.
Flossenformel Dorsale 48–56; Anale 33–41, Ventrale 15–17.
2015 wurde bekannt, dass Lampris guttatus seine Bluttemperatur fünf Grad über der des umgebenden Wassers halten kann, indem er mit den Bewegungen seiner Brustflossen Wärme erzeugt, die sich über den gesamten Körper verteilt; der von anderen Fischgruppen abweichende Bau seiner Kiemen verringert den dort stattfindenden Wärmeaustausch nach dem Gegenstromprinzip. Dauerhafte Endothermie mit Erwärmung nicht nur einzelner Körperbereiche war vorher von Fischen nicht bekannt.

## Lebensweise
Gotteslachse leben als Einzelgänger im freien Wasser und ernähren sich von Kalmaren, pelagischen Krebsen, Flügelschnecken und kleinen Fischen. Man vermutet, dass Lampris durch seine Färbung gut getarnt ist, sich in Fisch- oder anderen Tierschwärmen mittreiben lassen kann und durch plötzlichen Vorstoß des hochentwickelten Mundapparates Beutetiere einsaugt. Andererseits dürfte seine gegenüber Nahrungskonkurrenten oder Beutetieren erhöhte Körpertemperatur einen Wettbewerbsvorteil bei der aktiven Jagd darstellen.

## Arten
Es gibt sechs valide Arten:
- Lampris australensis Underkoffler, Luers, Hyde & Craig, 2018
- Lampris guttatus (Brünnich, 1788)
- Lampris immaculatus Gilchrist, 1904
- Lampris incognitus Underkoffler, Luers, Hyde & Craig, 2018
- Lampris lauta Lowe, 1860
- Lampris megalopsis Underkoffler, Luers, Hyde & Craig, 2018

Neben den rezenten Arten wurde auch ein großer fossiler Gotteslachs aus dem späten Oligozän von Neuseeland beschrieben. Megalampris keyesi wird in eine eigene Gattung eingeordnet und wurde mit vier Metern etwa doppelt so lang wie Lampris guttatus.

## Nutzung
Gotteslachse werden nicht gezielt befischt, sind aber als Beifang geschätzt, da ihr fetthaltiges, rotes Fleisch sehr schmackhaft ist.